# Palazzo Doria (Catanzaro)
Der Palazzo Doria ist ein Palast aus dem 19. Jahrhundert in Catanzaro in der italienischen Region Kalabrien. Das Gebäude liegt im Viertel Giudecca am Corso Mazzini, 182.

## Geschichte
Den großen Palast ließ die Familie Doria in der ersten Hälfte des 19. Jahrhunderts errichten. Er war von der Neuordnung des historischen Stadtzentrums und vom Bau des Corso Vittorio Emanuele betroffen, mit denen im Jahre 1870 begonnen wurde. Insbesondere die Absenkung der Straße an einigen Stellen neben dem Gebäude und die Anhebung an anderen verursachte eine Absenkung der Eingänge gegenüber dem Straßenniveau. Dies führte zu einigen Streitigkeiten mit der Stadtverwaltung, die die Familie Doria, Eigentümerin des Anwesens, als Geschädigte ansah, und der Familie Maltese, den Besitzern der anderen Immobilien, die von der Verwaltung eine Neubewertung der Enteignung verlangte, die in der Vorbereitungsphase der Arbeiten vorgenommen worden war.

## Beschreibung
Die Hauptfassade des dreistöckigen Palazzo Doria zeigt auf den heutigen Corso Mazzini hinaus, die Rückfassade zum Teatro Politeama. Letztere hat ein Erdgeschoss in glattem Bossenwerk, über dem sich das erste Obergeschoss mit aneinandergereihten Balkonen und das zweite Obergeschoss aufbauen. Die Geschosse sind durch Gesimse getrennt. Lisenen mit ionischen Kapitellen stützen ein Gebälk mit vorspringendem Traufgesims, das mit Stuck dekoriert ist. Die Fenster haben einfache Steinrahmen, im zweiten Obergeschoss mit Stuckarchitraven.